# Alfonso Lanzagorta
Alfonso Lanzagorta (México, D.F., 29 de agosto de 1971). Destacado comentarista deportivo, experto en béisbol y caballos, profesión que ejerció por 13 años hasta el 2010 para actualmente dedicarse a su profesión de abogado.
Egresado como Licenciado en Derecho de la Universidad Nacional Autónoma de México. Ha ocupado varios cargos en la administración pública en el área de representación legal. En 2006 fue candidato del PAN para un escaño en la Asamblea Legislativa del Distrito Federal en la delegación Magdalena Contreras de la Ciudad de México. Es precursor de un estilo que luego influenciaría fuertemente el trabajo de comentaristas muy destacados, como Jorge Eduardo Sánchez y Christian Martinoli.

## ESPN
Formó parte del personal de comentaristas de ESPN Dos desde 1998 donde cumplió asignaciones como narrador de varias ligas de béisbol y del baloncesto de la NCAA. También era analista en el programa ESPN Radio Fórmula y fue conductor del desaparecido programa Hipódromo dedicado a los caballos. Fue el primer periodista en México en hablar sobre la presencia de esteroides en el béisbol.
Era el narrador principal de béisbol para ESPN en México. En sus últimos años en la empresa, estaba encargado de la narración de la mayoría de los partidos de MLB que ESPN Dos transmite los lunes, martes, miércoles y viernes (los juegos de lunes y miércoles eran narrados desde EEUU pero solo hasta antes del Juego de Estrellas) y de algunos partidos de las Series Divisionales. Además, era narrador del béisbol colegial de la NCAA y de algunos juegos de la Serie Mundial de Ligas Pequeñas de Williamsport; estas tres ligas junto a Alfredo García Bustamante. En el béisbol nacional, era analista de los partidos de la Liga Mexicana de Béisbol junto a Jorge Eduardo Sánchez que fungía como cronista, y años antes junto a varios famosos comentaristas como Tomás Morales y Pepe Segarra, entre otros. Durante el invierno se desempeñaba como analista en las transmisiones de la Liga Mexicana del Pacífico junto a Óscar Soria.
A mediados de octubre de 2007, se dio a conocer que había dejado su puesto en ESPN para dedicarse por completo al nuevo canal de televisión por cable TVC Deportes, en donde ya había hecho algunas apariciones esporádicas. Se dice que la salida se dio en buenos términos, aunque acontecimientos posteriores, como la salida de Carlos Albert y la publicación en una columna en el portal www.purobeisbol.com.mx por parte del periodista Fernando Ballesteros de un acta de asamblea de la Liga Mexicana de Béisbol en que el presidente de dicho circuito expresa claras intenciones para vetarlo; hacen pensar que dicha salida fue por el interés de la empresa por preservar su buena relación con la Liga Mexicana.
Sus último trabajos importantes en ESPN, fueron la narración de la Serie Final de la temporada 2007 de la Liga Mexicana de Béisbol, así como la narración de las Grandes Ligas de Béisbol hasta las Series Divisionales del 2007. Se planeaba que fungiera como narrador de las transmisiones de la Liga Mexicana del Pacífico en su temporada 2007-2008 que iniciaron en noviembre.
Su salida fue lamentada sobre todo por el público al béisbol, pues era de los comentaristas favoritos por la afición de todos los países a los que llegaba la señal de ESPN2, debido a que gustaba su estilo de narración y las diversas frases chuscas que dice para amenizar los partidos; además es reconocido su peculiar estilo de crítica y su vasto conocimiento en MLB, LMB, LMP y béisbol universitario e infantil.

## TVC Deportes
A su salida de ESPN, se integró a las filas de TVC Deportes, un canal deportivo por cable pero que sólo tiene cobertura dentro de la República Mexicana.
Inició narrando partidos de baloncesto de la NBA, Liga Nacional de Baloncesto Profesional de México y béisbol de la Liga Invernal Veracruzana. También apareció en los espacios de noticias del canal, así como conduciendo el programa Todo Menos Soccer, nuevamente junto a su compañero en ESPN, Alfredo García Bustamante.
Durante el mes de enero de 2008, realizó una meticulosa investigación sobre el Reporte Mitchell, salido el mes de diciembre de 2007; en el cual salieron a la luz pública nombres de jugadores que consumieron esteroides en las Ligas Mayores. En ella realizó un recuento histórico sobre la relación entre sindicato y dueños, partiendo desde la venta de la Serie Mundial de 1919 entre los Medias Blancas de Chicago y los Rojos de Cincinnati, y llegando hasta los triunfos de Marvin Miller y Donald Fehr como dirigentes de la Asociación de Jugadores.
De ahí, pasa a tratar los esteroides como instrumento para salvar al béisbol después de la huelga de 1994, dejando con su puntillosa crítica, serias dudas en torno a la pretendida inocencia y desconocimiento de los directivos, con una investigación bien realizada y apoyada en datos duros que algunos periodistas llegaron a proponer para concursar por el Premio Nacional de Periodismo 2008.
Al iniciar la temporada 2008 de la Liga Mexicana de Béisbol, sus labores se enfocaron solamente a ésta liga, dejando todas las labores mencionadas. Así pues, en la actualidad es el narrador de todos los partidos en casa de los Diablos Rojos del México, pues TVC Deportes es la televisora oficial del equipo; en éstas transmisiones se reencontró con otros ex compañeros de ESPN, Tomás Morales y Eduardo Saint Martin, quienes lo acompañan en las transmisiones. También narra algunos otros partidos que la empresa transmite de diferentes plazas de la liga. 
También fue el narrador del Juego de Estrellas 2008 de la LMB, que por primera vez cambió de televisora pues hasta el 2007 era transmitido por ESPN y el también lo narraba cuando trabajaba ahí.
También es conductor del programa semanal de béisbol de dicho canal, el cual se transmite los lunes y lleva el nombre de "Extra Innings". Dicho programa inició sus emisiones el 21 de abril y su objetivo es informar a cerca del acontecer del béisbol de MLB y en especial del mexicano, al cual las empresas de televisión abierta nacional no le dan espacios en sus canales. En dicho programa le acompañan Alejandro Aguerrebere y Carlos Fragoso (scout de los New York Yankees), con quienes ya había compartido micrófonos en proyectos similares pero en radio.
Formó parte del equipo que transmitió los Juegos Olímpicos Beijing 2008, narrando y comentando en transmisiones en vivo de varias competencias, como el béisbol y el voleibol, entre otras.
Es la voz oficial de los encuentros de la Asociación de Clubes de Baloncesto de España que se transmiten por ese canal, participando además en la narración de los partidos de basquetbol de las conferencias ACC y SEC de la NCAA.
El 12 de julio de 2009 en un partido de la LMB entre Tecolotes de Nuevo Laredo y Diablos Rojos del México anunció su retiro como comentarista, sin embargo, semanas después tuvo apariciones esporádicas en los playoffs de la misma liga y en los partidos de basquetbol de la ACB. Para finales de 2009 se le volvió a escuchar en los juegos de la Liga Mexicana del Pacífico y regresó en 2010 a narrar algunos partidos de la liga de verano, sin embargo, desde mediados de dicha temporada no se le ha vuelto a escuchar y según sus propias publicaciones en su página personal de Facebook el retiro ahora si es definitivo para dedicarse a su profesión de abogado.
Desde inicios de la temporada 2011, fue vetado de las transmisiones de béisbol de los Diablos Rojos del México por instrucciones de Roberto Mansur, Presidente Ejecutivo de dicho equipo, quien textualmente lo aceptó en entrevista con www.purobeisbol.com.mx.(1) Posteriormente, el destacado periodista Fernando Ballesteros publicaría en una columna que la Liga Mexicana había intentado vetar a Lanzagorta desde antes, citando incluso al Presidente de dicho circuito, C.P. Plinio Escalante en un acta de asamblea de la liga, manifestando que la propia liga trataría el asunto con Gerardo Velázquez de León, director de deportes del canal TVC Deportes (2).

## UNOTV, Claro Sports y Fox Sports
Después de haber colaborado con ellos en la transmisión de los juegos Panamericanos y Parapanamericanos de Guadalajara 2011, lanzan con él y el ex ligamayorista Duaner Sánchez el programa de béisbol Uno en el Diamante, con media hora de duración a través del canal 504 del sistema DISH, el cual se emite todos los lunes a las 22 horas tiempo del centro y que es dedicado al análisis profundo de temas de actualidad del Rey de los Deportes. El programa también es transmitido por el sitio de internet de Clarosports y de Unotv.
En febrero de 2014 fue parte del equipo de comentaristas que dio cobertura a los Juegos Olímpicos de Invierno realizados en Sochi, Rusia. El 26 de junio de 2015, regresó a la narración de juegos de Grandes Ligas a través de Fox Sports.

## Imagen Televisión
A partir de 2025 se une al equipo de comentaristas de La Casa del Béisbol de Grandes Ligas en Imagen Televisión.